# Anthony Avent
Anthony Avent (ur. 18 października 1969 w Rocky Mount) – amerykański koszykarz, występujący na pozycji silnego skrzydłowego.

## Osiągnięcia
Stan na 28 marca 2022, na podstawie, o ile nie zaznaczono inaczej.

### NCAA
- Wicemistrz NCAA (1989)
- Uczestnik rozgrywek Elite 8 turnieju NCAA (1989, 1991)
- Mistrz turnieju konferencji Big East (1991)
- Zaliczony do:
  - I składu turnieju Big East (1991)
  - II składu Big East (1991)

### NBA
- Wicemistrz NBA (1995)